# Poi d'Unha
El Poi d'Unha és una muntanya de 2.221 metres que es troba al municipi de Naut Aran, a la comarca de la Vall d'Aran.